# Maripipi
Maripipi ist eine philippinische Stadtgemeinde in der Provinz Biliran. Sie hat 7159 Einwohner (Zensus 1. August 2015). Die Stadtgemeinde liegt auf der gleichnamigen Insel Maripipi Island. Zum Verwaltungsgebiet der Gemeinde gehört Sambawan Island, das von der Touristikbehörde als ein attraktives Tauchgebiet beworben wird.

## Baranggays
Maripipi ist politisch unterteilt in 15 Baranggays.
- Agutay
- Banlas
- Bato
- Binalayan West
- Binalayan East
- Burabod
- Calbani
- Canduhao
- Casibang
- Danao
- Ol-og
- Binongto-an (Poblacion Norte)
- Ermita (Poblacion Sur)
- Trabugan
- Viga